# Saturn (planeta)
Saturn és el sisè planeta del sistema solar atenent la seva proximitat al Sol i el segon més gros, després de Júpiter. Es tracta d'un gegant gasós amb un radi mitjà d'aproximadament nou vegades el de la Terra. La seva densitat mitjana és una vuitena part de la densitat de la Terra, mentre que la seva massa és més de 95 vegades superior.
S'anomena així en honor del déu romà Saturn, equivalent al déu grec Cronos (el pare tità de Zeus), al babiloni Ninurta i a l'hindú Shani. El símbol de Saturn és una lligadura de les lletres gregues kappa-ro, una abreviatura del seu nom grec Kronos: .
El planeta Saturn està compost d'hidrogen, amb petites proporcions d'heli i traces d'altres elements. L'interior consisteix en un petit nucli de roca i gel, envoltat d'una capa gruixuda d'hidrogen metàl·lic i una capa gasosa exterior. L'atmosfera exterior té una aparença generalment uniforme, encara que hi poden aparèixer alguns detalls duradors. A Saturn, els vents poden arribar a una velocitat de 1.800 km/h, i són significativament més ràpids que els de Júpiter. Saturn té un camp magnètic planetari d'intensitat intermèdia entre el de la Terra i el més potent de Júpiter.
Saturn té un sistema d'anells prominent, que consisteix principalment en partícules de gel amb una menor quantitat de roques petites i pols. Se'n coneixen vuitanta-tres satèl·lits, sense comptar els centenars de «microsatèl·lits» dels anells. Tità, el satèl·lit més gros de Saturn i el segon més gros del sistema solar (després de Ganimedes, un de Júpiter), és més gros que el planeta Mercuri i és l'únic satèl·lit del sistema solar que té una atmosfera significativa.

## Característiques físiques

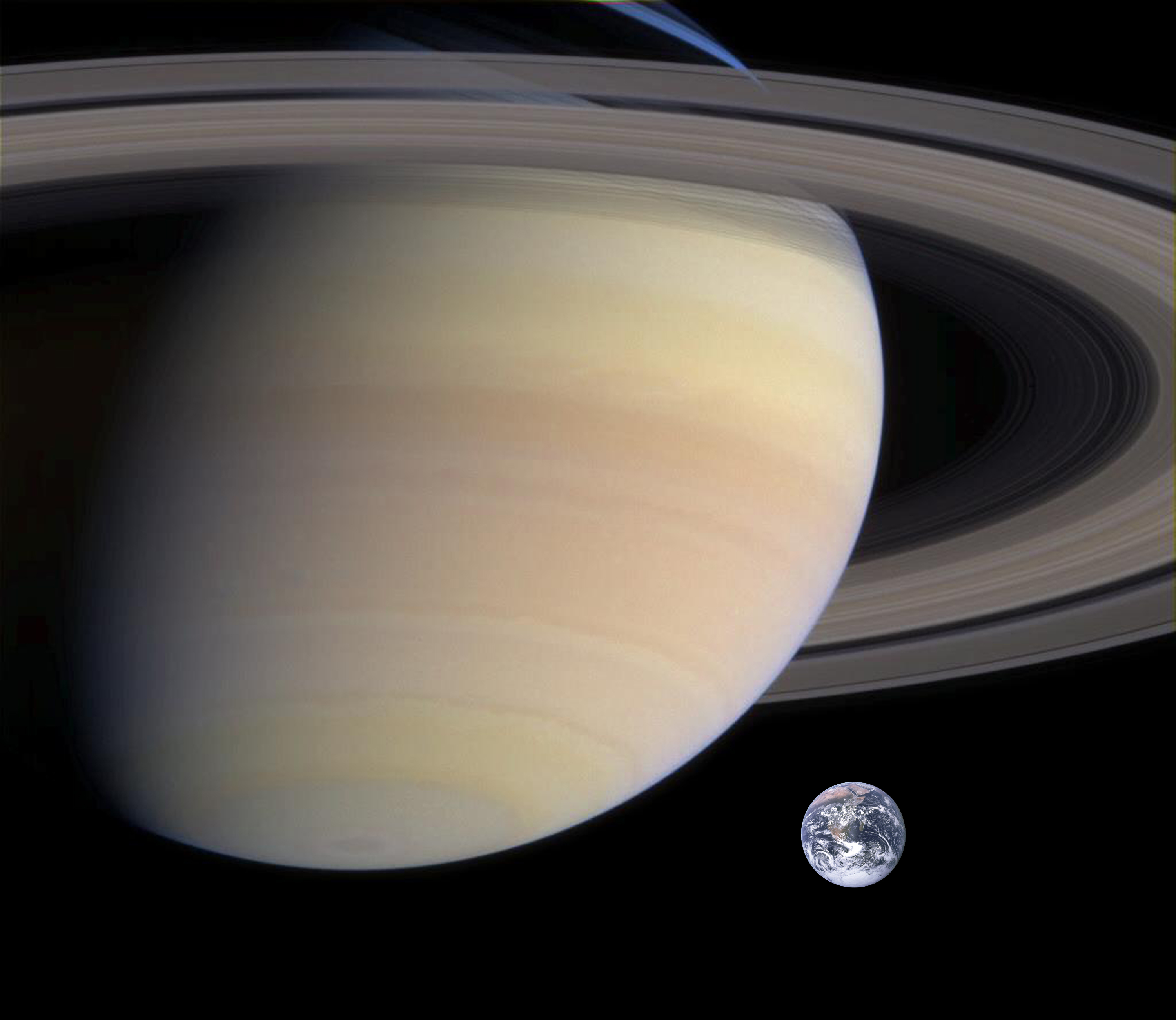
Comparació orientativa de les mides de Saturn i la Terra

Per una combinació de tres factors —la baixa densitat, la ràpida rotació i que és molt fluid—, Saturn és un esferoide oblat; és a dir, està aixafat pels pols i sobresurt a l'equador. Els seus radis equatorials i polars difereixen almenys en un 10% —60.268 km contra 54.364 km. Els altres planetes de gas també són oblats, tot i que en un grau menor. Saturn és l'únic planeta del sistema solar que és menys dens que l'aigua, tret del nucli: la densitat específica del planeta és de 0,69 g/cm³ a causa de l'atmosfera gasosa. Per això, i com que la flotació depèn de la densitat, es podria dir que, si hi hagués un recipient d'aigua prou gran, Saturn hi flotaria, contràriament a la Terra, que té una densitat mitjana de 5,5 g/cm³. La massa de Saturn només és 95 vegades la de la Terra, mentre que la de Júpiter és 318 vegades la de la Terra, però només és un 20% més gran que Saturn.

### Estructura interna
Tot i que no s'ha pogut obtenir informació directa sobre l'estructura interna de Saturn, es creu que el seu interior és similar al de Júpiter, amb un petit nucli rocós —similar al de la Terra però més dens— envoltat principalment d'hidrogen i heli. Posteriorment, hi ha una capa més gruixuda d'hidrogen metàl·lic líquid, seguit d'una capa d'hidrogen líquid i heli; els 1.000 km més exteriors estan constituïts per una atmosfera gasosa. També hi ha traces de diferents tipus de gel. S'estima que la regió del nucli és entre 9 i 22 vegades la massa de la Terra. Saturn té un interior molt calent, que arriba a una temperatura d'11.700 °C al nucli. Irradia 2,5 vegades més energia a l'espai que la que rep del Sol, com Júpiter i Neptú. La majoria de l'energia afegida es genera pel mecanisme de Kelvin-Helmholtz (compressió gravitatòria lenta), però això podria no ser suficient per a explicar la producció de calor a l'interior de Saturn. Un altre mecanisme proposat pel qual Saturn podria generar calor és la «caiguda» de gotes d'heli molt a l'interior de Saturn, i que aquestes provoquin calor per fricció mentre travessen la capa d'hidrogen més lleuger.

## Atmosfera

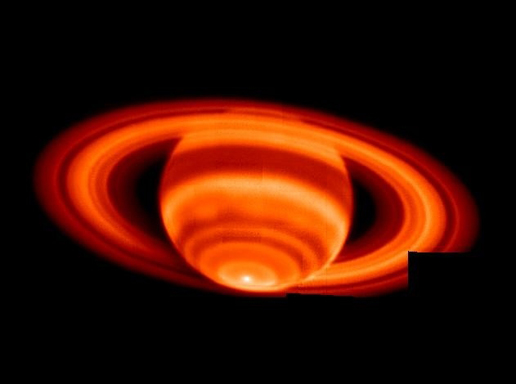
Emissions de la temperatura de Saturn. La taca calenta de la part inferior de la imatge és el pol sud de Saturn.

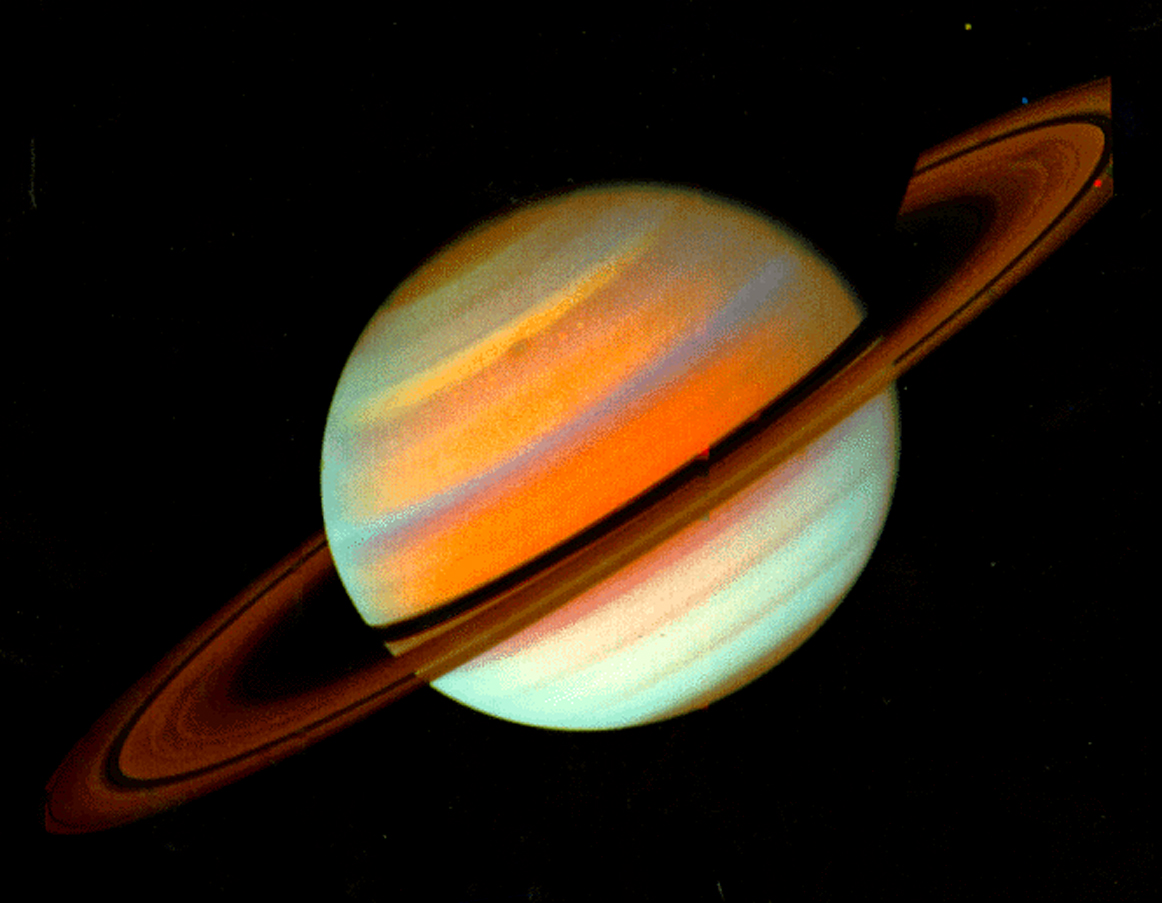
Imatge composta de fals color de Saturn feta per la Voyager 1 que ressalta característiques de les bandes de Saturn.

L'atmosfera exterior de Saturn consisteix en un 96,3% d'hidrogen molecular i en un 3,25% d'heli. També s'han detectat traces d'amoníac, acetilè, età, fosfina i metà. Els núvols superiors de Saturn estan compostos de cristalls d'amoníac, mentre que els núvols baixos estan compostos d'hidrosulfit d'amoni o bé d'aigua. L'atmosfera de Saturn és significativament deficient en heli amb relació a l'abundància d'elements del Sol.
No es coneix bé la quantitat d'elements més pesats que l'heli que hi ha, però s'assumeix que les proporcions són les de les abundàncies primordials de la formació del sistema solar. S'estima que la massa total d'aquests elements és unes 19-31 vegades la massa de la Terra, una bona fracció de la qual es troba a dins del nucli de Saturn.

### Capes de núvols
L'atmosfera de Saturn mostra un patró amb bandes, similar al de Júpiter (té la mateixa nomenclatura), però les bandes de Saturn són molt més clares i més properes a l'equador. A les profunditats hi ha una capa de gel d'aigua. A sobre d'aquesta capa, hi ha possiblement una capa d'hidrosulfit d'amoni, que s'estén uns 50 km i es troba a uns –93 °C. Vuitanta quilòmetres més amunt, hi ha núvols de gel d'amoníac, en què les temperatures són d'aproximadament −153 °C. Gairebé a dalt de l'atmosfera, de 200 km a 270 km, hi ha hidrogen i heli gasosos. Els vents de Saturn són dels més ràpids del sistema solar. Dades de les Voyager indiquen que els pics de vents són de 500 m/s (1.800 km/h). Els patrons de capes de núvols fines de Saturn no van ser observades fins a l'arribada de les Voyager que van sobrevolar el planeta. Des de llavors, els telescopis terrestres han millorat i ja es poden veure.

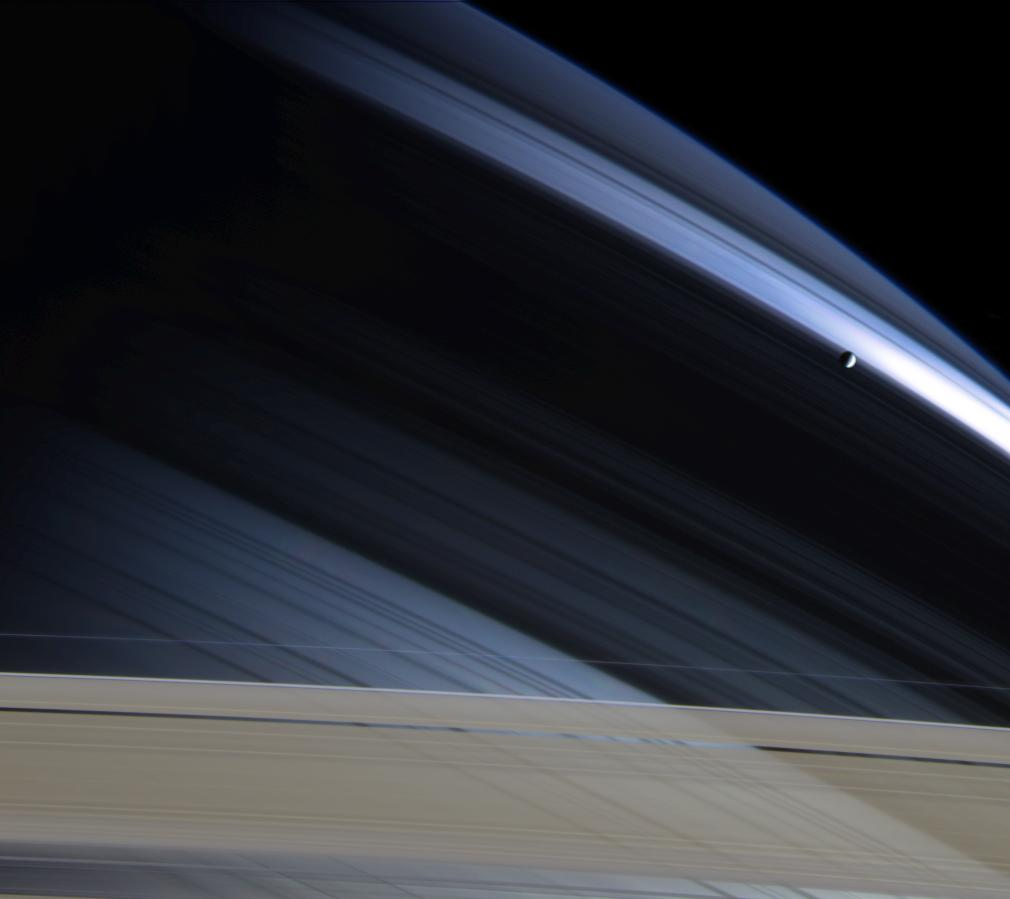
Hemisferi nord de Saturn, vist per la sonda Cassini–Huygens

De tant en tant, l'atmosfera de Saturn, generalment llisa, mostra característiques comunes amb la de Júpiter. El 1990, el telescopi espacial Hubble va observar un núvol blanc enorme a prop de l'equador de Saturn que no era present durant el programa Voyager i, el 1994, es va observar una tempesta més petita. La tempesta del 1990 va ser un exemple de la Gran Taca Blanca, un fenomen curt que ocorre cada any saturnià, que són uns 30 anys terrestres. S'havien observat altres Grans Taques Blanques el 1876, 1903 i 1960, i n'és la del 1933 la més coneguda. Si es manté la periodicitat, en succeirà una altra l'any 2020.
En imatges recents de la sonda Cassini-Huygens, l'hemisferi nord del planeta sembla d'un blau brillant, com Urà (vegeu la imatge corresponent). Aquest color blau no es pot observar actualment des de la Terra, perquè està tapat pels anells. És probable que sigui provocat per la difusió de Rayleigh.
Imatges infraroges han mostrat que el pol sud de Saturn té un vòrtex polar calent, l'únic exemple d'aquest fenomen (conegut) al sistema solar. Mentre que, generalment, les temperatures de Saturn són de −185 °C, les temperatures del vòrtex arriben a −122 °C. Es creu que és la taca més calenta de Saturn.

### Patró de vents hexagonal del pol nord

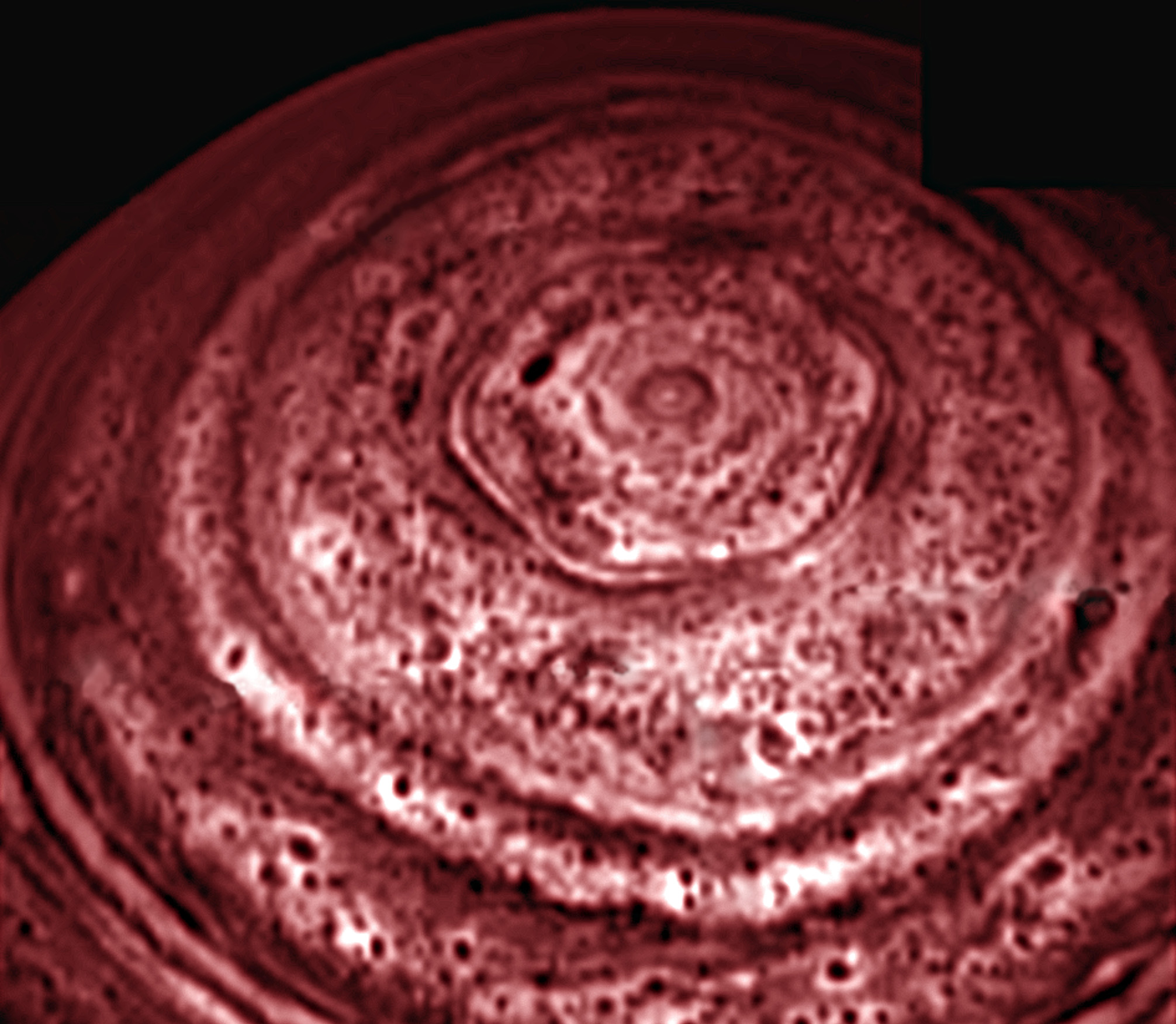
Patró de vents hexagonal del pol nord, descobert per la Voyager 1 i confirmat el 2006 per la sonda Cassini.

A les imatges de la Voyager 1, es va detectar per primer cop un patró de vents persistent a prop del vòrtex del pol nord, a uns 78°N. Al contrari que al pol nord, imatges del Hubble del pol sud revelen la presència d'un corrent en jet i cap vòrtex polar fort. La NASA va informar, el novembre del 2006, que la sonda Cassini havia observat una tempesta «semblant a un huracà» enclavada al pol sud, que tenia una paret de l'ull de cicló ben definida. Aquesta observació és particularment notable perquè els núvols amb paret d'ull de cicló no s'havien vist anteriorment en cap altre planeta, a part de la Terra (cal afegir un fracàs en un intent per observar-ne una a la Gran Taca Vermella de Júpiter).
Els costats rectes de l'hexàgon septentrional fan uns 13.800 km de llarg, i són més llargs que el diàmetre de la Terra. L'estructura sencera rota amb un període de 10h 39 m 24s, el mateix període que el de les emissions de ràdio del planeta, que s'assumeix que és el mateix que l'interior de Saturn. L'origen del patró és un motiu d'especulació. La majoria d'astrònoms creuen que va ser provocada per un patró en forma d'ona de l'atmosfera; però l'hexàgon podria ser una aurora nova.

## Magnetosfera

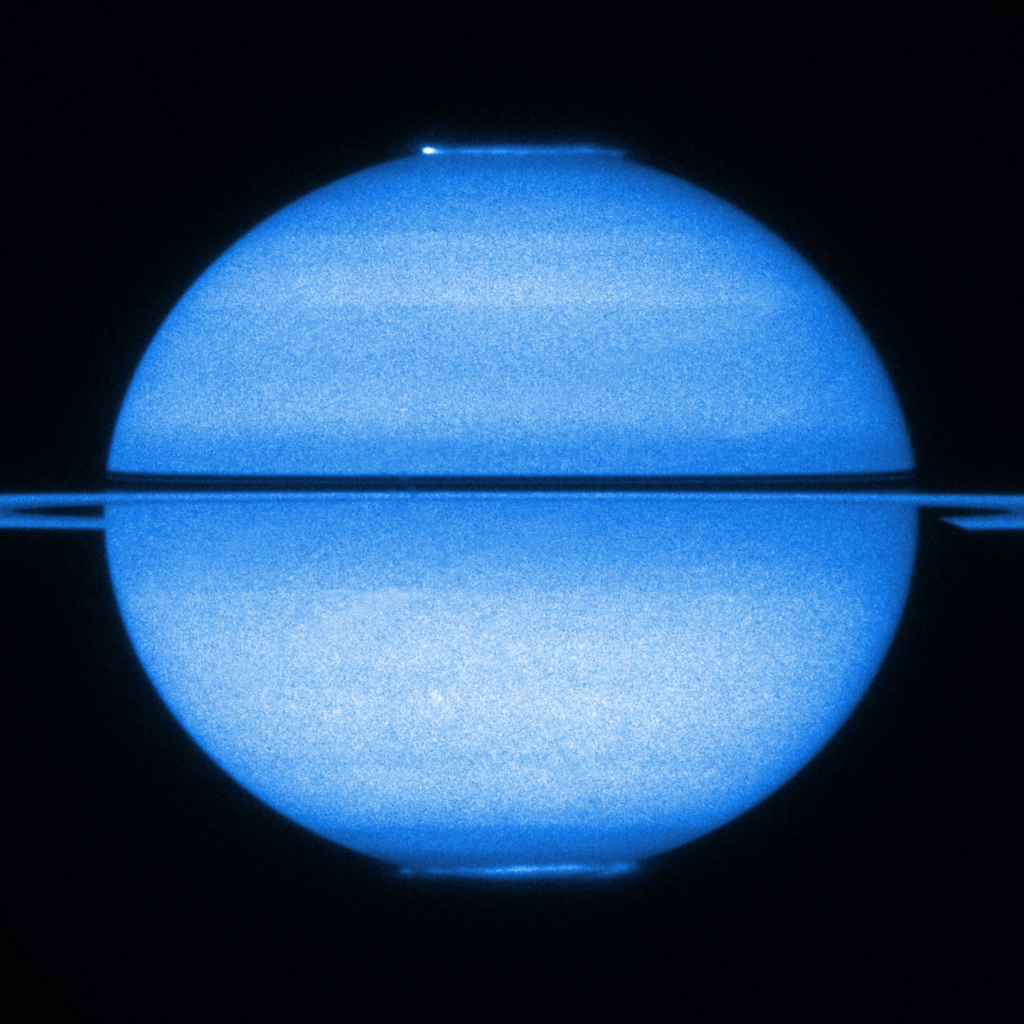
Fotografia de Saturn del Hubble mostrant dues aurores polars

Saturn té un camp magnètic intrínsec, que té una forma simple i simètrica: un dipol magnètic. La seva força a l'equador —0,2 gauss (20 µT)— és aproximadament una vintena part el camp magnètic al voltant de Júpiter i una mica més feble que el de la Terra. En conseqüència, la magnetosfera de Saturn és molt més petita que la de Júpiter i s'estén una mica més enllà de l'òrbita de Tità. Molt probablement, el camp magnètic es genera de manera similar a la de Júpiter, mitjançant corrents a la capa d'hidrogen metàl·lic, el que s'anomena dinamo d'hidrogen metàl·lic. De forma similar als altres planetes, aquesta magnetosfera actua de manera eficient desviant les partícules de vent solar del Sol.

## Òrbita i rotació
La distància mitjana entre Saturn i el Sol és d'uns 1.400.000.000 km (9 ua). Amb una velocitat orbital mitjana de 9,69 km/s, triga 10.759 dies (o 29½ anys), a acabar una revolució al voltant del Sol. L'òrbita el·líptica de Saturn està inclinada 2,48° respecte al pla orbital de la Terra. Com que té una excentricitat orbital de 0,056, la distància entre Saturn i el Sol varia aproximadament 155.000.000 km entre el periheli i l'afeli, que són, respectivament, els punts més propers i distants del planeta al voltant del seu camí orbital.
Segons la latitud, les diferents característiques visibles de Saturn roten a diverses velocitats i s'han assignat períodes de rotació múltiples en diverses regions (com a Júpiter): el sistema I té un període de 10 h 14 min 00 s (844,3°/d) i engloba la zona equatorial, que s'estén des del límit septentrional del cinturó equatorial meridional fins al límit meridional del cinturó equatorial septentrional. A la resta de latituds saturnianes, s'ha assignat un període de rotació de 10 h 39 min 24 s (810,76°/d), que és el sistema II. El sistema III, basat en emissions de ràdio del planeta durant els vols de les Voyager, té un període de 10 h 39 min 22,4 s (810,8°/d); i com que està molt a prop del sistema II l'ha substituït en gran part.
Es desconeix un valor precís del període de rotació de l'interior. Quan s'apropava a Saturn el 2005, la sonda Cassini va descobrir que el període de rotació de ràdio de Saturn havia augmentat apreciablement, a uns 10 h 45 m 45 s (± 36 s). El motiu d'aquest canvi és desconegut; es creia que era a causa d'un moviment de la font de ràdio a una altra latitud de dins de Saturn amb un període de rotació diferent, en lloc d'un canvi en la rotació de Saturn.
Més tard, el març del 2007, es va descobrir que la rotació de les emissions de ràdio no traçava la rotació del planeta, sinó que es produïa per convecció del disc de plasma, que depèn d'altres factors a part de la rotació del planeta. Es va informar que la variació de la rotació mesurada podria ser provocada per activitat de guèisers al satèl·lit de Saturn, Encèlad. El vapor d'aigua emès a l'òrbita de Saturn per aquesta activitat esdevé carregat i afebleix el camp magnètic de Saturn, alentit la seva rotació respecte a la del planeta. Llavors, es va afirmar que no hi havia cap mètode per a determinar la ràtio de rotació del nucli de Saturn.
L'última estimació de la rotació de Saturn, basant-se en una compilació de mesures de la sonda Cassini, els Voyager i la Pioneer, va permetre afirmar que era de 10 hores, 32 minuts, 35 segons.

## Satèl·lits naturals

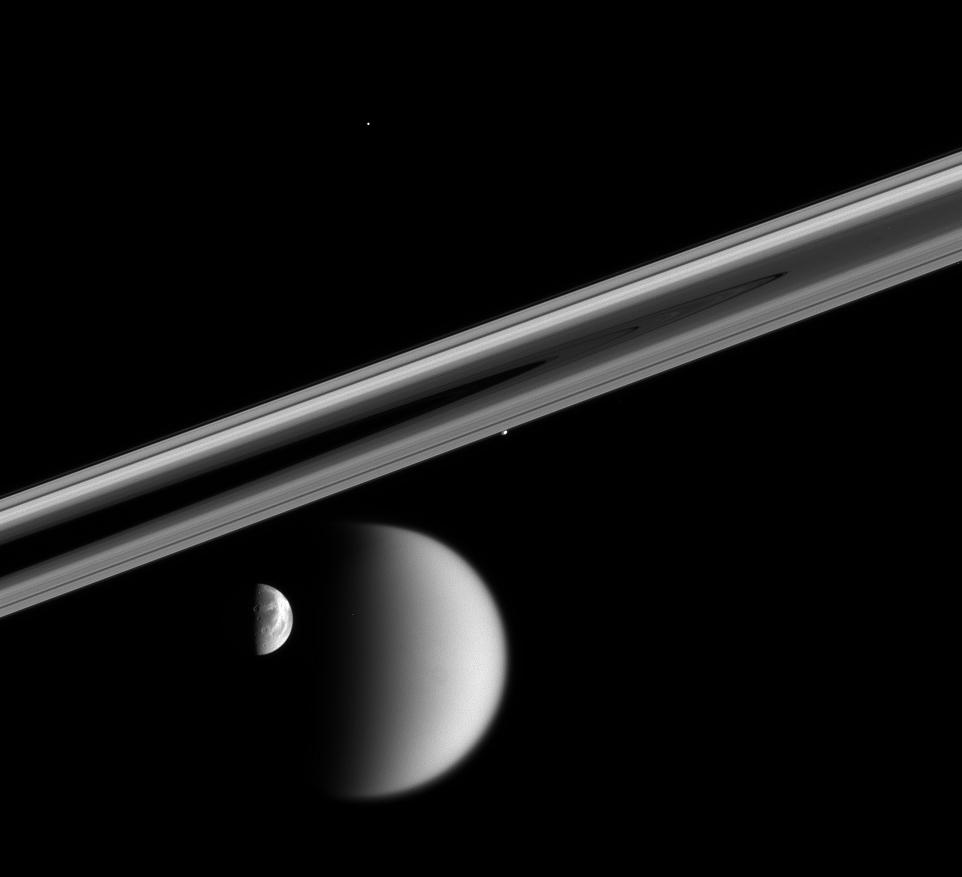
Quatre de les llunes de Saturn: Dione, Tità, Prometeu (al costat dels anells) i Telest (al mig de la part superior)

Saturn té un gran nombre de satèl·lits naturals. El nombre precís n'és indeterminat, perquè els trossos de gel dels anells de Saturn són tècnicament llunes, i és difícil fer una distinció entre les partícules grans dels anells i les llunes petites. Fins al 2022, s'han identificat 83 llunes. 53 d'aquestes han rebut nom. Moltes llunes són molt petites: 34 tenen un diàmetre inferior a 10 km, i uns altres 14 de menys de 50 km. Només set en tenen prou massa per haver-se col·lapsat en equilibri hidroestàtic per la seva pròpia gravetat. Aquestes es comparen amb la lluna de la Terra a la taula de sota.
Tità, el satèl·lit més gros de Saturn, és l'única lluna del sistema solar que té una atmosfera densa. Mentre que la majoria de les llunes del sistema saturnià són petites, Tità és, parlant relativament, gegant. Després del Sol, els vuit planetes i la lluna de Júpiter, Ganimedes, Tità és l'objecte amb més massa del sistema solar. Tità representa més del 90 per cent de la massa que orbita Saturn, inclosos els anells; la massa de les altres llunes varia entre una centèsima i una centmilionèsima de la seva massa.
La segona lluna més grossa de Saturn, Rea, podria tenir un sistema d'anells propi tènue.
Tradicionalment, la majoria de les llunes de Saturn s'anomenen en honor dels titans de la mitologia grega. Això es fa així perquè John Herschel —fill de William Herschel, descobridor de Mimes i Encèlad— ho va suggerir en la seva publicació del 1847 Resultats de les observacions astronòmiques fetes al cap de Bona Esperança, perquè eren els germans i les germanes de Cronos (el Saturn grec).
| Principals satèl·lits de Saturn comparats amb la Lluna de la Terra | Principals satèl·lits de Saturn comparats amb la Lluna de la Terra | Principals satèl·lits de Saturn comparats amb la Lluna de la Terra | Principals satèl·lits de Saturn comparats amb la Lluna de la Terra | Principals satèl·lits de Saturn comparats amb la Lluna de la Terra | Principals satèl·lits de Saturn comparats amb la Lluna de la Terra |
| Nom                                                                | Diàmetre (km)                                                      | Massa (kg)                                                         | Radi orbital (km)                                                  | Període orbital (dies)                                             |                                                                    |
| ------------------------------------------------------------------ | ------------------------------------------------------------------ | ------------------------------------------------------------------ | ------------------------------------------------------------------ | ------------------------------------------------------------------ | ------------------------------------------------------------------ |
| Mimes                                                              | 400 (10% Lluna)                                                    | 0,4×1020 (0,05% Lluna)                                             | 185.000 (50% Lluna)                                                | 0,9 (3% Lluna)                                                     |                                                                    |
| Encèlad                                                            | 500 (15% Lluna)                                                    | 1,1×1020 (0,2% Lluna)                                              | 238.000 (60% Lluna)                                                | 1,4 (5% Lluna)                                                     |                                                                    |
| Tetis                                                              | 1060 (30% Lluna)                                                   | 6,2×1020 (0,8% Lluna)                                              | 295.000 (80% Lluna)                                                | 1,9 (7% Lluna)                                                     |                                                                    |
| Dione                                                              | 1120 (30% Lluna)                                                   | 11×1020 (1,5% Lluna)                                               | 377.000 (100% Lluna)                                               | 2,7 (10% Lluna)                                                    |                                                                    |
| Rea                                                                | 1530 (45% Lluna)                                                   | 23×1020 (3% Lluna)                                                 | 527.000 (140% Lluna)                                               | 4,5 (20% Lluna)                                                    |                                                                    |
| Tità                                                               | 5150 (150% Lluna)                                                  | 1350×1020 (180% Lluna)                                             | 1.222.000 (320% Lluna)                                             | 16 (60% Lluna)                                                     |                                                                    |
| Jàpet                                                              | 1440 (40% Lluna)                                                   | 20×1020 (3% Lluna)                                                 | 3.560.000 (930% Lluna)                                             | 79 (290% Lluna)                                                    |                                                                    |

## Anells

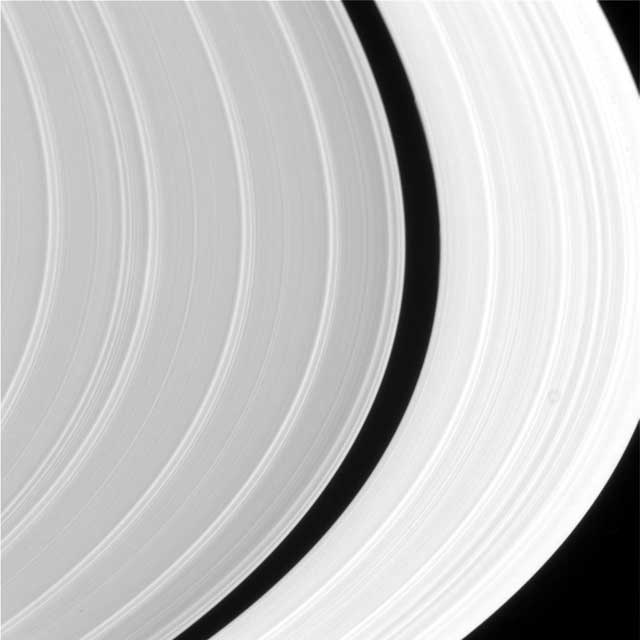
Vista dels anells en color vertader obtinguda per la missió Cassini

Els anells de Saturn són els més grans i espectaculars del sistema solar. Van ser observats per primer cop per Galileo Galilei el 1610, utilitzant el seu telescopi. Tanmateix, no els va identificar com a tals. Més endavant, el 1655, Huygens va afirmar que no es tocaven en cap punt amb el planeta.
S'estenen en el pla equatorial del planeta des dels 6.630 km als 120.700 km per damunt de l'equador de Saturn i estan compostos de partícules gelades amb abundant aigua gelada. La seva grandària varia des de partícules microscòpiques de pols fins a roques d'uns pocs metres de grandària. L'elevada albedo dels anells mostra que aquests són relativament moderns en la història del sistema solar. Se sap que els anells de Saturn són inestables al llarg de períodes de desenes de milions d'anys, un altre indici del seu origen recent. Els anells de Saturn tenen una dinàmica orbital molt complexa i presenten ones de densitat, interaccions amb els satèl·lits de Saturn (especialment amb els denominats satèl·lits pastors). Com que estan a l'interior del límit de Roche, els anells no poden evolucionar cap a la formació d'un cos major.

## Història de l'observació i exploració
Hi ha hagut tres fases principals en l'observació i exploració de Saturn. La primera es correspon amb les observacions antigues (possibles a ull nu), anteriors a la invenció dels telescopis moderns. Cap al 1660, es va començar a fer observacions més acurades amb telescopi des de la Terra. Finalment, al segle xx, es va començar a visitar amb naus espacials. Al segle xxi, es continuen fent observacions des de la Terra (o observatoris orbitant la Terra).

### Observacions antigues
Saturn és conegut des de temps antics. En l'antiguitat, era el més distant dels cinc planetes coneguts del sistema solar (excloent-ne la Terra) i, per tant, un personatge principal en diverses mitologies. Els grecs van consagrar el planeta a Cronos. En la mitologia romana, el déu Saturn, del qual el planeta treu el seu nom, era el déu del sector de l'agricultura i la collita. Els romans consideraven Saturn l'equivalent del déu grec Cronos (motiu pel qual el prefix Crono- fa referència al planeta Saturn).
En l'astrologia hindú, hi ha nou objectes astrològics coneguts com a navagrahes. Saturn, un d'aquests, és conegut com a Sani o Shani, el jutge entre els planetes sobre la bondat o maldat dels seus propis actes. Les cultures xinesa i japonesa, basant-se en els cinc elements que feien servir per a classificar els elements naturals, varen designar el planeta Saturn com a l'«Estrella de la Terra» (土星). En hebreu antic, Saturn és anomenat Shabbathai. El seu àngel és Cassiel. La seva intel·ligència, o esperit benèfic, és Agiel (layga), i el seu esperit (aspecte fosc) és Zazel (lzaz). En el turc otomà, urdú i malai, el seu nom és Zuhal, derivat de l'àrab زحل.

### Observacions europees (1600–1800)

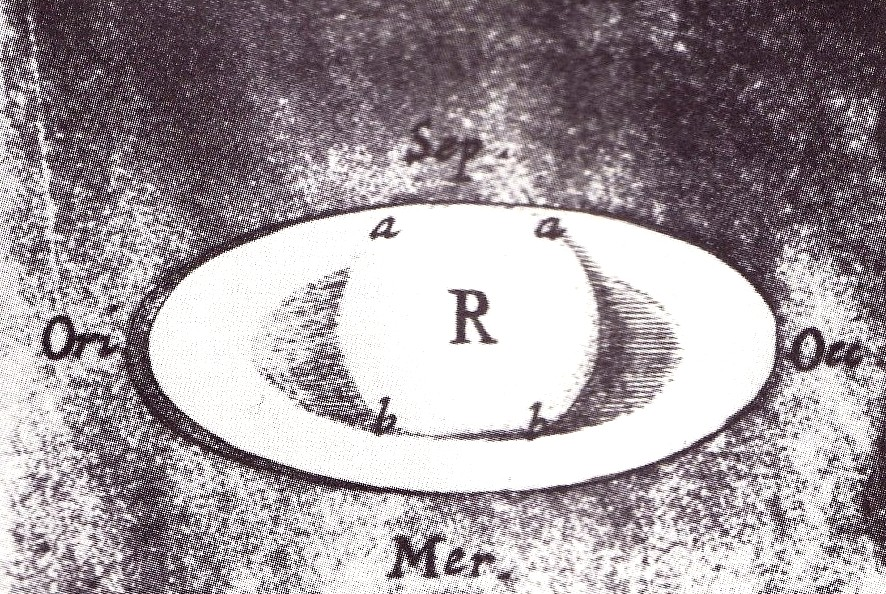
Robert Hooke va observar les ombres (a i b) projectades pel globus sobre els anells i viceversa en aquest dibuix de Saturn de 1666.

Per veure els anells de Saturn cal un telescopi amb un diàmetre de com a mínim 15 mm i no van ser coneguts fins que Galileu els va veure per primer cop el 1610. Va creure que eren dues llunes a banda i banda de Saturn. No es va saber que en realitat eren anells fins que Christian Huygens ho va afirmar utilitzant un telescopi molt millor. Huygens també va descobrir la lluna Tità. Un temps després, Giovanni Domenico Cassini va descobrir-ne altres quatre llunes: Jàpet, Rea, Tetis i Dione. El 1675, Cassini també va descobrir el forat entre anells conegut actualment com la divisió de Cassini.
No es va fer cap altre descobriment important fins que, el 1789, William Herschel va descobrir-ne dues llunes més, Mimas i Encèlad. El satèl·lit de forma irregular Hiperió, que té una ressonància amb Tità, va ser descobert el 1848 per un equip britànic.
El 1899, William Henry Pickering va descobrir Febe, un satèl·lit irregular que no orbita síncronament amb Saturn de la manera que ho fan les llunes més grosses. Febe va ser el primer satèl·lit irregular descobert, i triga més d'un any a girar al voltant de Saturn en una òrbita retrògrada. A principis del segle xx, investigacions a Tità van fer que es descobrís el 1944 que té una atmosfera gruixuda –una característica única entre les llunes del sistema solar.

### Seglesxxixxi
Saturn ha estat visitat per les sondes Pioneer 10 el 1979 i per les Voyager 1 i Voyager 2 durant els dos anys següents. Durant els anys 2004 i 2005, va ser l'objectiu de la missió Cassini-Huygens, una missió conjunta de les agències NASA i ESA, que constava d'un orbitador (Cassini) i una sonda (Huygens). L'orbitador Cassini va fotografiar de prop l'atmosfera del planeta, els seus anells i alguns dels seus satèl·lits. La sonda Huygens es va submergir en l'atmosfera de Tità i va aconseguir posar-se sobre la seva escorça el 14 de gener del 2005. Durant el descens, va enviar valuoses dades sobre la composició de l'atmosfera i fotografies de la superfície del satèl·lit. Els resultats de la Cassini-Huygens són de gran qualitat i esperen revolucionar el nostre coneixement d'aquest planeta i el seu sistema de llunes i anells en els pròxims anys.

#### Sobrevol de laPioneer 11
Saturn va ser visitat per primer cop pel Pioneer 11 el setembre del 1979. Va volar a 20.000 km dels núvols superiors del planeta. Es van obtenir imatges de baixa resolució del planeta i d'alguns satèl·lits; però la resolució de les imatges no era prou bona per a distingir característiques de la superfície. La sonda també va observar els anells; entre els descobriments, hi va haver l'anell F i el fet que hi ha forats foscs als anells que són brillants vists amb sol (cosa que significa que tenen material). La Pioneer 11 també va mesurar la temperatura de Tità.

#### Sobrevols de lesVoyager
El novembre del 1980, la sonda Voyager 1 va visitar el sistema saturnià. Va enviar les primeres imatges d'alta resolució del planeta, anells i satèl·lits. Es van poder veure per primer cop característiques de la superfície de diverses llunes. La Voyager 1 va fer un sobrevol proper a Tità, que va fer augmentar el coneixement de l'atmosfera del satèl·lit. També va comprovar que l'atmosfera de Tità és impenetrable en longituds d'ona visibles; per tant, no es van poder veure detalls de la superfície.
Gairebé un any després, l'agost del 1981, el Voyager 2 va continuar estudiant el sistema de Saturn. Es van obtenir més imatges properes de Saturn, així com evidències de canvis de l'atmosfera i anells. Desafortunadament, durant el sobrevol, es va espatllar la càmera giratòria durant uns dies, cosa que va fer perdre algunes imatges previstes. Es va utilitzar la gravetat de Saturn per dirigir la sonda cap a Urà.
Les sondes van descobrir i van confirmar nous satèl·lits orbitant a prop o dins dels anells. També van descobrir el petit forat de Maxwell i el forat de Keeler.

#### SondaCassini-Huygens

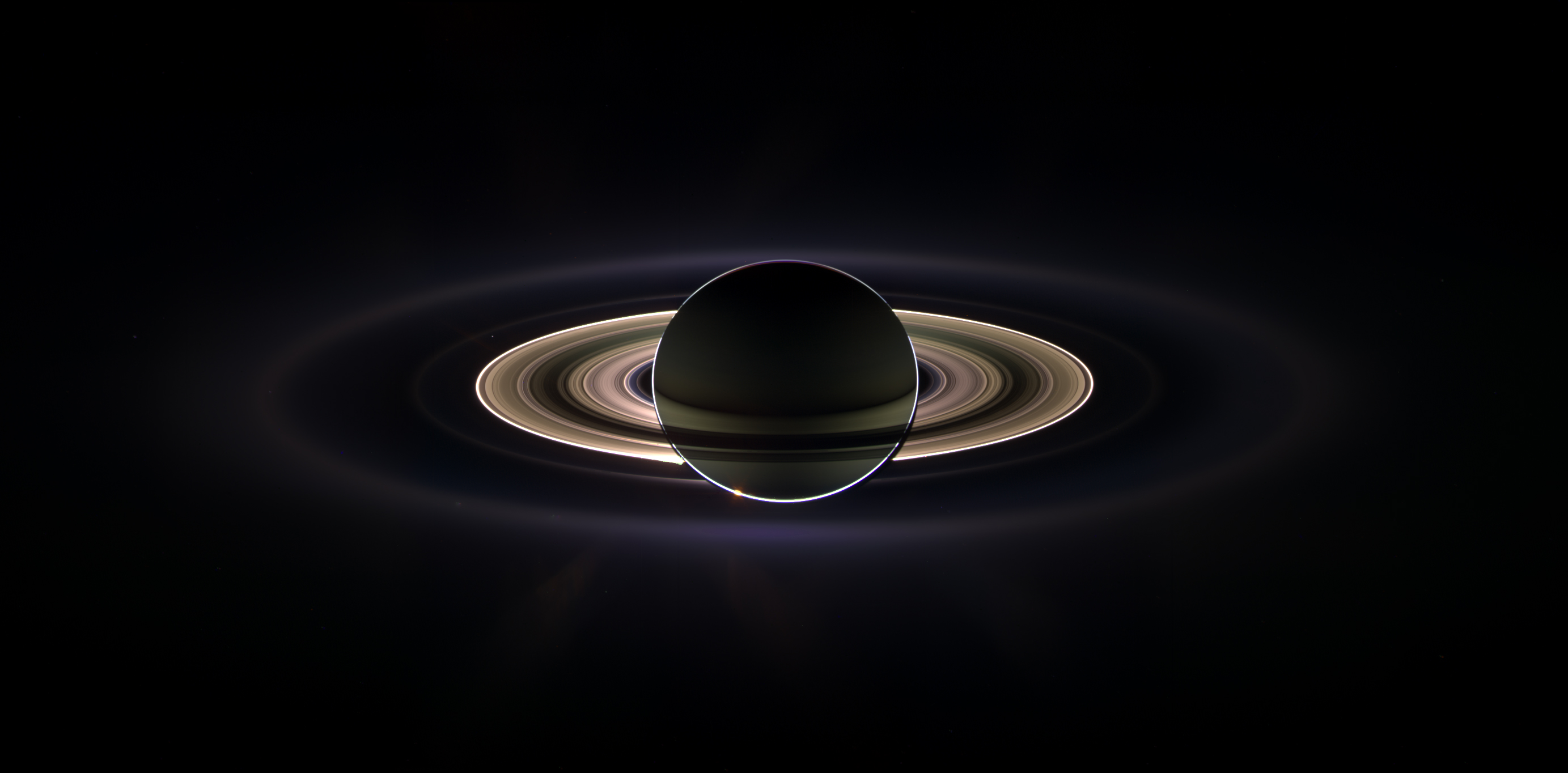
Saturn eclipsant el Sol, vist amb la sonda Cassini-Huygens

L'1 de juliol del 2004, la sonda espacial Cassini-Huygens va fer una inserció orbital, entrant a l'òrbita de Saturn. Abans, però, ja havia estudiat el sistema extensivament. El juny del 2004, havia fet un sobrevol proper a Febe, enviant imatges d'alta resolució, així com dades.
El 2006, la NASA va informar que la sonda Cassini havia trobat evidència de pantans d'aigua líquida de guèisers de la lluna saturniana Encèlad. D'acord amb el Dr. Andrew Ingersoll, del California Institute of Technology, "altres satèl·lits del sistema solar tenen oceans d'aigua líquida coberts per quilòmetres d'escorça gelada. El que és diferent aquí és que hi podria haver aigua líquida a no més de desenes de metres a sota la superfície."
Les fotografies de la sonda Cassini també han permès altres descobriments significatius. Han revelat un anell planetari fins llavors desconegut. El juliol del 2006, imatges de la sonda Cassini van evidenciar llacs d'hidrocarbur a prop del pol nord de Tità, la presència dels quals es va confirmar el gener del 2007. El març del 2007, imatges addicionals del pol nord de Tità van descobrir "mars" d'hidrocarbur, els més grans dels quals són gairebé la mida de la mar Càspia. L'octubre del 2006, la sonda va detectar un huracà de 8.000 km de diàmetre amb una paret d'ull d'huracà al pol sud de Saturn.
Del 2004 al 2 de novembre del 2009, la sonda va descobrir i confirmar 8 nous satèl·lits. La seva missió principal va acabar el 2008 quan la sonda havia completat 74 òrbites al voltant del planeta. La missió del planeta es va estendre fins al setembre del 2010 i de nou fins al 2017, per estudiar un període d'estacions de Saturn sencer.

## Observació

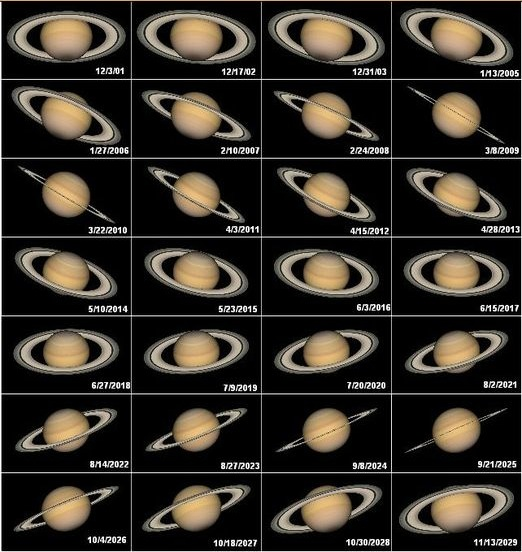
Oposicions de Saturn: 2001-2029

Saturn és l'objecte més distant dels cinc planetes visibles fàcilment a ull nu, i són els altres quatre Mercuri, Venus, Mart i Júpiter (Urà i, ocasionalment, (4) Vesta són visibles a ull nu en cels molt foscos). Va ser l'últim objecte conegut pels astrònoms fins que es va descobrir Urà el 1781. Saturn apareix al cel nocturn com un punt brillant groguenc, la magnitud del qual varia entre +1 i 0. Generalment, es necessita ajuda òptica (grans binoculars o un telescopi) amb una magnificació de 20× per veure clarament els anells de Saturn.
Saturn i els seus anells es veuen millor quan el planeta es troba a l'oposició (la configuració d'un planeta quan es troba a una elongació de 180° i, per tant, oposat al Sol). Durant l'oposició del 17 de desembre del 2002, Saturn va aparèixer molt brillant a causa d'una orientació dels anells (vegeu imatge a la dreta) favorable respecte a la Terra.

## En la cultura
En astrologia, Saturn () és el planeta governant de Capricorn i, tradicionalment, Aquari. La Saturnàlia era un festival de l'antiga Roma en honor del déu Saturn. L'Operació Saturn va ser una operació de l'Exèrcit Roig de la Segona Guerra Mundial, i la família de coets Saturn va ser utilitzada pel programa Apol·lo. Altres empreses o productes amb Saturn de nom són Sega Saturn (de la Sega, una consola de videojocs) o Saturn Corporation, entre d'altres.